# Thomas Goodwin
Thomas Goodwin (Rollesby, Norfolk, 5 octobre 1600 - 23 février 1680), connu sous le nom de "l'Ancien", est un théologien et prédicateur puritain anglais, et un important chef d'indépendants religieux. Il est aumônier d'Oliver Cromwell et est imposé par le Parlement comme président du Magdalen College d'Oxford en 1650. Christopher Hill  place Goodwin dans le "courant principal de la pensée puritaine".

## Jeunesse
Il étudie à Cambridge à partir d'août 1613. Il est étudiant de premier cycle au Christ's College de Cambridge et obtient un BA en 1616 .
En 1619, il part pour Catharine Hall, où en 1620 il est élu boursier . À cette époque, il est influencé par John Rogers de Dedham. Goodwin parcourt 35 milles de Cambridge à Dedham pour entendre ce prédicateur puritain. En 1625, il obtient une licence de prédicateur de l'université ; et trois ans après, il devient maître de conférences à l'église Holy Trinity de Cambridge, successeur de John Preston (prêtre) (en), au presbytère duquel il est présenté par le roi en 1632 .

## Dissident
Inquiet de son évêque, qui est un partisan zélé de William Laud, il démissionne de tous ses postes et quitte l'université en 1634, devenant congrégationaliste. Il vit quelque temps à Londres où, en 1638, il épouse la fille d'un échevin. En 1639, il s'enfuit en Hollande pour échapper aux persécutions. Pendant quelque temps, il est pasteur d'une petite congrégation de marchands anglais et de réfugiés à Arnhem. Il revient peu de temps après la création du Long Parlement. Il exerce son ministère pendant quelques années lors de la réunion de la congrégation indépendante à Paved Alley Church, Lime Street, dans la paroisse de St Dunstans-in-the-East, et atteint rapidement une influence considérable en tant que prédicateur .

## Chef puritain
En 1643, il est élu membre de l'Assemblée de Westminster et s'identifie immédiatement au parti indépendant, généralement désigné dans les documents contemporains comme les "frères dissidents" et est l'un des auteurs de An Apologeticall Narration. Il prêche fréquemment devant les Communes et, en janvier 1650, ses talents et son savoir sont récompensés par la Chambre avec la présidence du Magdalen College d'Oxford, poste qu'il occupe jusqu'à la Restauration de 1660 .
En décembre 1655, Goodwin assiste à la conférence de Whitehall sur la réinstallation des Juifs, où il (avec son confrère indépendant Philip Nye) plaide pour la réadmission au motif que l'Angleterre est punie par Dieu pour ne pas avoir réadmis les Juifs, ce qui est nécessaire pour leur conversion . Il est aumônier d'Oliver Cromwell à partir de 1656, étant un de ses conseillers intimes, en l'assistant sur son lit de mort .
Il est également commissaire pour l'inventaire de l'Assemblée de Westminster, 1650, et pour l'approbation des prédicateurs, en 1653, et avec John Owen dirige un comité de six personnes qui rédige la Déclaration de Savoie, une forme modifiée de la Confession de foi de Westminster en 1658 .
De 1660 jusqu'à sa mort, il vit à Londres, dans la paroisse de St Bartholomew-the-Great, et se consacre exclusivement à l'étude théologique et à la charge pastorale de la Fetter Lane Independent Church . Au début des années 1670, il est en mauvaise santé et il meurt finalement le 23 février 1680. Il est enterré au cimetière de Bunhill Fields : l'épitaphe latine de sa tombe, composée par Thomas Gilbert, est censurée.

## Œuvres
Les ouvrages publiés par Goodwin de son vivant consistent principalement en des sermons imprimés par ordre de la Chambre des communes. Il est également associé à Philip Nye et à d'autres  dans la préparation de la narration apologétique (1643) .
En 1645, Goodwin publie son traité Le Cœur du Christ au ciel envers les pécheurs sur terre, qui est rapidement réimprimé et traduit en allemand. Cette œuvre est revendiquée comme une source d'inspiration pour la dévotion catholique romaine au Sacré-Cœur .
Cinq volumes de ses sermons et autres œuvres sont publiés de 1682 à 1704. Ils sont réimprimés au moins 47 fois. Ses écritures rassemblées, qui incluent des commentaires de lÉpître aux Éphésiens et de lApocalypse, sont publiées dans cinq volumes in-folio entre 1681 et 1704 et sont réimprimées dans douze volumes 8vo (Édimbourg, 1861–1866) .
Edmund Calamy l'Ancien estime les qualités de Goodwin comme "un érudit considérable et un divin éminent, et avait une faculté très heureuse de se pencher sur les Écritures afin de produire des remarques surprenantes, qui tendaient pourtant généralement à l'illustration" .
Un mémoire, dérivé de ses propres papiers, par son fils Thomas Goodwin le Jeune, ministre indépendant et auteur de l'Histoire du règne d'Henri V, est préfixé au cinquième volume de ses œuvres complètes.